# Carlos Roig
Carlos Roig (San Salvador; ??? - Buenos Aires, Argentina; 11 de enero de 1981) fue un actor y jefe de producción salvadoreño de amplia trayectoria artística en Argentina. Fue hermano de la popular actriz de cine, radio, teatro y televisión Maruja Roig y cuñado del músico Antonio Scatasso.

## Carrera
Carlos Roig fue una destacado y experimentado jefe de producción independiente de varias películas argentinas. Perteneció a una familia de artistas, siendo nieto de la actriz española Maria Díez de Santés casada con Fernando Santés, hijo de las figuras Vicente Roig y Amalia Santés, sobrino de la primera actriz María Luisa Santés  y del actor Nicolás Carreras, y primo de los respetados Enrique Carreras,  Luis Carreras y Nicolás Carreras (hijo).
Se inició en el ambiente como actor en el film El asalto en 1960, interpretado por Alberto de Mendoza, Egle Martin, Luis Tasca, Tato Bores y Osvaldo Terranova.
Trabajó con primeros directores argentinos como Julio Porter y Enrique Cahen Salaberry  y, sobre todo, con Enrique Carreras en sus primeras y últimas producciones.

## Filmografía
Como actor:
- 1960: El asalto.

Como jefe de dirección:
- 1964: El Club del Clan.
- 1965: Fiebre de Primavera.[3]
- 1967: Coche cama, alojamiento.
- 1977: Así es la vida.
- 1978: Yo también tengo fiaca.
- 1979: Los drogadictos.
- 1981: Sucedió en el fantástico Circo Tihany.[4]